# Drăgușeni (Botoșani)
Pour les articles homonymes, voir Drăgușeni.
Drăgușeni est une commune du județ de Botoșani en Roumanie.